# Siergiej Czuckajew
Siergiej Jegorowicz Czuckajew (ros. Серге́й Его́рович Чуцка́ев, ur. 18 marca 1876 w guberni permskiej, zm. 1 marca 1944 w Swierdłowsku) – rosyjski rewolucjonista, bolszewik, radziecki polityk, dyplomata.
Studiował na Uniwersytecie Petersburskim, następnie w latach 1902-1904 na Uniwersytecie w Heidelbergu w Niemczech. W 1903 wstąpił do SDPRR, za działalność rewolucyjną był aresztowany i zsyłany. W marcu 1917 był członkiem Orenburskiego Komitetu SDPRR(b) i Rady Orenburskiej, w 1918 przewodniczącym Rady Jekaterynburskiej i członkiem Uralskiej Rady Obwodowej oraz zastępcą przewodniczącego Uralskiej Obwodowej Czeki. Od sierpnia 1918 do 1921 członek Kolegium Ludowego Komisariatu Finansów RFSRR, równocześnie zastępca ludowego komisarza finansów RFSRR i członek Małej Rady Komisarzy Ludowych RFSRR, a od 23 maja 1919 do 3 czerwca 1920 przewodniczący Małej Rady Komisarzy Ludowych RFSRR. Od 7 lutego 1920 przewodniczący Syberyjskiego Komitetu Rewolucyjnego, od 1921 zastępca przewodniczącego tego komitetu, w latach 1921-1922 członek Syberyjskiego Biura KC RKP(b), od 25 kwietnia 1923 do 2 grudnia 1927 członek Centralnej Komisji Kontroli RKP(b)/WKP(b), od 26 kwietnia 1923 do 23 maja 1925 zastępca członka Prezydium tej komisji, w latach 1924-1927 zastępca ludowego komisarza inspekcji robotniczo-chłopskiej ZSRR. Od 2 czerwca 1924 do 2 grudnia 1927 członek Prezydium Centralnej Komisji Kontroli RKP(b)/WKP(b), od marca 1927 do lutego 1929 przewodniczący Komitetu Wykonawczego Rady Dalekowschodniej, od 19 grudnia 1927 do 26 stycznia 1934 zastępca członka KC WKP(b), 1929-1933 członek Prezydium Centralnego Komitetu Wykonawczego (CIK) ZSRR. Od 2 września 1933 do 9 lutego 1935 ambasador ZSRR w Mongolii, od 10 lutego 1934 do 1938 członek Centralnej Komisji Rewizyjnej WKP(b), od 1935 ponownie członek Prezydium CIK, w 1938 wykluczony z WKP(b).